# Laxfiske i Jemen

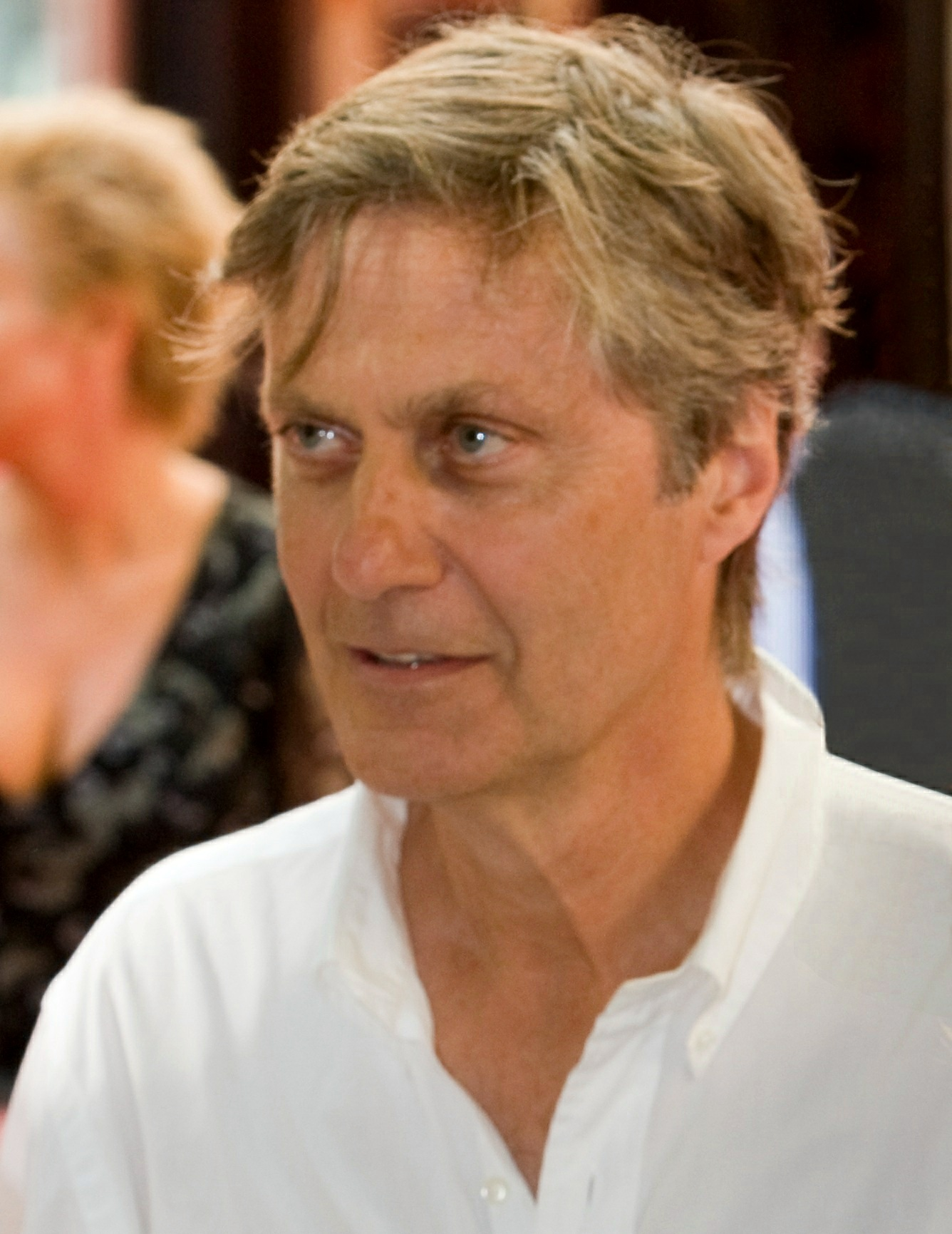
Lasse Hallström, filmens regissör.

Laxfiske i Jemen är en brittisk film från 2011 i regi av Lasse Hallström med Ewan McGregor, Emily Blunt, Kristin Scott Thomas och Amr Waked i huvudrollerna.
Filmmanuset av Simon Beaufoy är baserat på romanen med samma namn från 2007, skriven av Paul Torday. Filmen spelades in i London, Skottland och Marocko från augusti till oktober 2010. Den hade premiär på Toronto International Film Festival 2011 och mottogs med generellt positiva recensioner från kritikerna.

## Handling
Den välrenommerade fiskeexperten Dr. Alfred Jones (Ewan McGregor) får ett e-postmeddelande från den finansiella rådgivaren Harriet Chetwode-Talbot (Emily Blunt) som söker råd kring ett projekt som handlar om att införa laxfiske i Jemen. Ett projekt som finansieras av en rik schejk. Jones avfärdar förslaget som "fundamentalt ogenomförbart" eftersom Jemen inte kan tillhandahålla de nödvändigt svala klimat och vatten som behövs för att laxen ska trivas. Under tiden är den brittiska premiärministerns pressekreterare Patricia Maxwell (Kristin Scott Thomas) frustrerad över bombningen av en moské i Afghanistan. Därför instruerar hon sitt arbetslag att hitta positiva nyheter som kan förbättra relationen mellan den brittiska och den arabiska världen. Hon får höra om laxfiskeprojektet i Jemen och presenterar senare detta för premiärministern.
Jones blir snart pressad av sin chef att träffa Harriet och hjälpa till i laxfiskeprojektet. När de möts, uttrycker Jones sina tvivel kring projektet, men Harriet rättar hans förutfattade meningar om Jemens miljö och berättar om den damm som kan spela en viktig roll för projektets utgång. Jones, som vid det här laget är frustrerad av Harriets optimistiska syn, lämnar mötet i all hast. Jones chef ställer ett ultimatum, antingen accepterar han sitt uppdrag i projektet eller säger upp sig. Han accepterar trots att han är rädd för att det kan skada hans rykte i den vetenskapliga gemenskapen.
Vid deras nästa möte berättar Jones vad som behövs för att genomföra projektet, som bland annat innefattar att transportera tusentals laxar från brittiska folder till Jemen, till en kostnad av 50 miljoner pund. Harriet tror seriöst på planen och arrangerar ett möte med schejken i ett av hans hus intill en flod på Skotska höglandet. Vid ankomsten får Jones fiskeutrustning och snart känner den skeptiske vetenskapsmanne sig hemma. Schejken är väldigt intresserad av att träffa Jones, som har uppfunnit "Willy Jones", en fiskefluga. Schejken medger att hans projekt låter som en galen idé men att han tror att fisket kan skapa harmoni bland folket i Jemen. Senare, när Jones intygar att han inte är troende, visar schejken på att just fiske kräver tro, då man lägger många timmar på väntan innan man eventuellt får en fångst.
Tillbaka i London börjar Jones genuina intresse för projektet att växa. När hans karriärfokuserade fru accepterar en ny tjänst Genève utan att berätta det för honom inser han att hans äktenskap är över. Han lägger istället hela sin tid på projektet. Trots hans formella sätt i sociala sammanhang tycker han om att arbeta med Harriet, som i sin tur är nöjd att projektet äntligen flyter på. Men när Harriet får reda på att hennes pojkvän, Robert, är saknad i strid i Afghanistan rasar hennes värld och hon drar sig tillbaka och lämnar inte sin lägenhet. Jones som är oroad över Harriets situation dyker upp vid hennes lägenhet. Hon blir arg då hon tror att Jones bara vill få henne tillbaka till arbetet. När hon inser att hans omtänksamhet är genuin (han har till och med tagit med sig en smörgås och en flaska vin) bryter hon ihop i tårar och omfamnar honom.
Under tiden fortsätter schejken sitt arbete, trots trycket från de radikala i landet, som anklagar honom för att introducera västvärldens tankesätt i deras region. Tillbaka i Skottland har nu pressekreteraren Patricia följt med. Hon förklarar att sportfiskarna i Storbritannien inte är vänligt inställda till att man tar deras lax. Därför måste projektet fortsätta med odlad lax. Schejken tror inte att lax uppfödd i fångenskap kommer klara sig i hans projekt, även Jones är tveksam. När schejken avvisar Patricias förslag, säger Jones upp sig från sitt arbete för att fortsätta med projektet på egen hand.
Dagen efter lyckas Jones att övertala schejken att ge den odlade laxen ett försök. Även om hans vetenskapliga bakgrund gör att han tvekar, tror han ändå att laxen instinktivt ska simma uppströms. Just då dyker en man upp, hyrd av radkala krafter i Jemen, för att försöka mörda schejken. Jones är snabbtänkt och använder sitt kastspö för att förhindra att en olycka sker och räddar schejken. Kort därefter åker de tillbaka till Jemen, där helikoptrar flyger in laxen i stora tankar. Harriet och Jones kommer närmre varandra. Under en nattlig simtur i månskenet frågar han henne om det finns en "teoretisk möjlighet" att de två blir tillsammans. Hon säger ja, men behöver mer tid.
Under tiden är Patricia i London. Hon får reda på att Harriets pojkvän överlevt insatsen i Afghanistan. Då hon inser PR-värdet i att återförena Harriet och hennes pojkvän, ordnar hon en presskonferens i Jemen. Samtidigt börjar Harriet och Jones visa sina känslor för varandra: Jones skapar en ny fiskefluga och döper den till "Chetwode-Talbot Beauty". Harriet pojkvän dyker upp och paret återförenas. Jones lämnas ensam. Samma natt inser Harriet att hennes känslor för Robert har förändrats och Jones får ett sms från sin fru som vill återförenas, han tackar nej.
Under ett kort tal dagen efter, förklarar schejken att han byggt en damm för att kunna bevattna landet runtomkring och ge hans folk ett bättre liv. De släpper ut laxen som börjar följa strömmen. Helt plötsligt vänder en lax och de andra följer efter. Projektet har lyckats. Schejken, Robert, utrikesministern och några andra fiskar i den konstgjorda floden när terrorister bryter sig in i dammen. De dödar en vakt och öppnar dammluckorna. Vattnet forsar ut och förstör allt, men alla överlever. Schejken anklagar sig själv för tragedin, menar att han förväntade sig för mycket sitt folk, att de inte förstod vad han ville åstadkomma. Han lovar att återuppbygga det som raserats, denna gång med stöd i den lokala befolkningens gemenskap.
Dagen efter, när hon ska åka hem med Robert, talar hon med Jones för att säga hejdå. Ingen av de två nämner sina romantiska känslor för den andre. Just då skriker schejken till och pekar: en lax hoppar i vattnet. Laxen är vid liv! Fylld av hopp berättar Jones för Harriet att han tänker stanna och hjälpa till med återuppbyggnaden. Harriet frågar om han behöver en assistent, en partner, och han inser att hon talar om sig själv. De omfamnar varandra och håller varandra i handen när de ser ut över floden.

## Rollista
- Ewan McGregor - Alfred "Fred" Jones
- Emily Blunt - Harriet Chetwode-Talbot
- Kristin Scott Thomas - Patricia Maxwell
- Amr Waked - Sheikh Muhammad
- Rachael Stirling - Mary Jones
- Catherine Steadman - Ashley
- Tom Mison - Robert Mayers
- Hugh Simon - Foreign Secretary
- Conleth Hill - Bernard Sugden
- Steven Blake - Cabinet Minister
- Waleed Akhtar - Essad
- Pippa Andre - Intern
- Simone Liebman - Tourist
- Colin Kilkelly - Journalist
- James Cutting - Journalist
- Wadah Almaqtari - Tribes Man
- Mohammed Awadh - Tribes Man
- Hamza Saeed - Tribes Man
- Wail Hajar - Tribes Man
- Hamish Gray - Malcolm
- Abdul Alhumikani - Tribes Man